# Uringlas

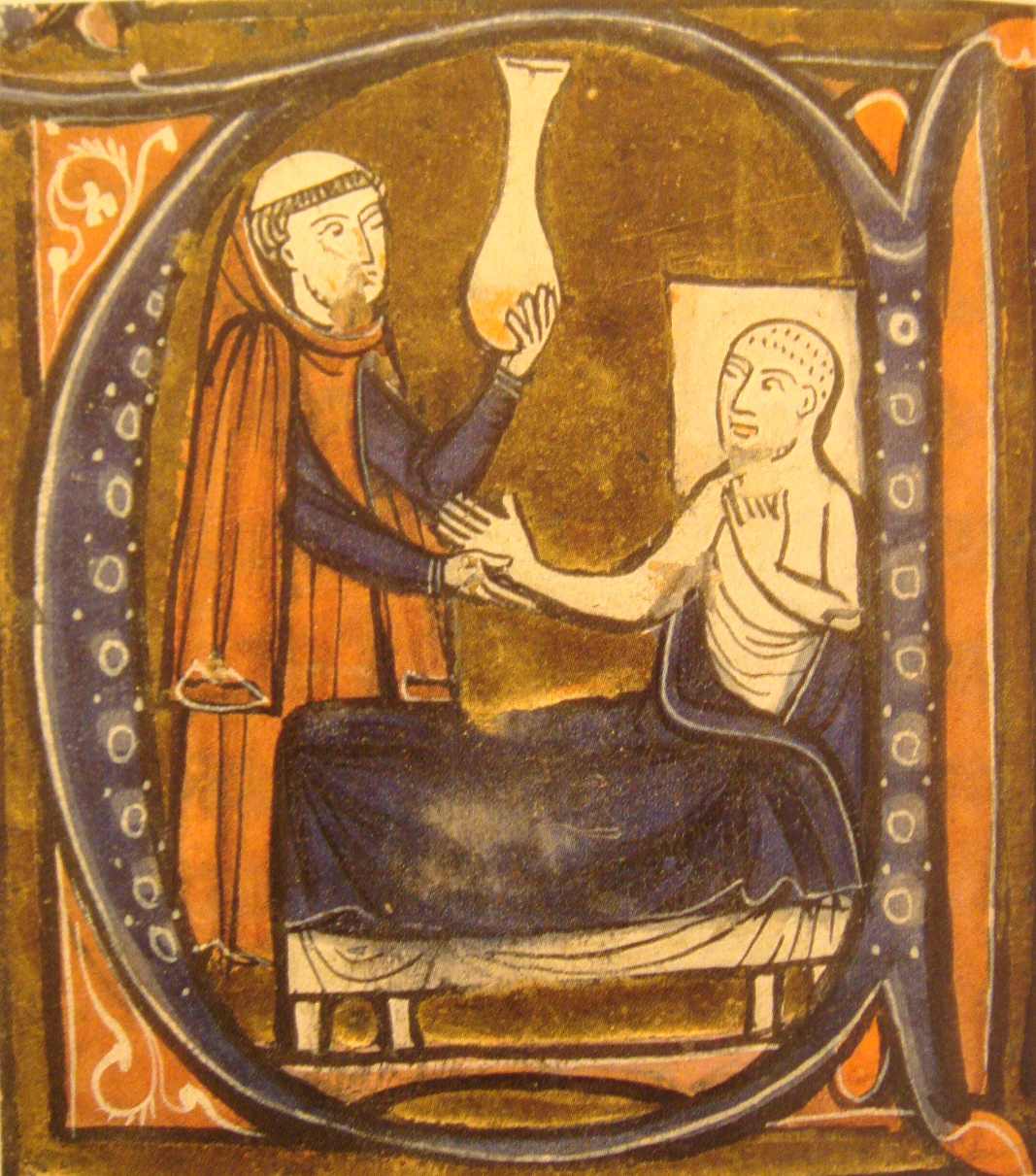
Mittelalterliche Darstellung eines Arztes mit Uringlas

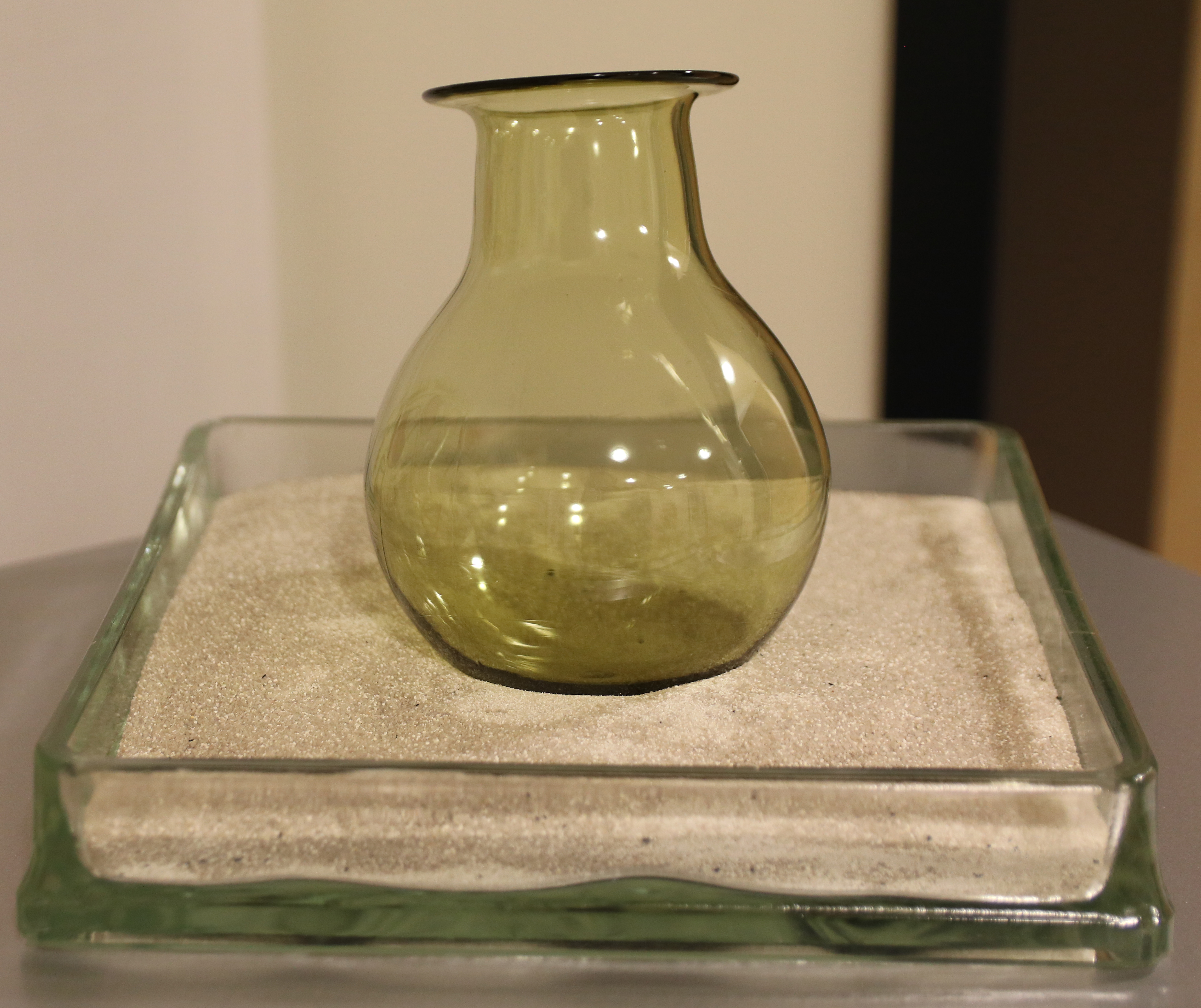
Matula ca. 1550, Reproduktion (Dialysemuseum Fürth)

Das Uringlas oder Harnglas, auch Matula (lateinisch auch für „Topf“, „Waschgeschirr“ und „Nachtgeschirr“), Harnschauglas oder Urinal (von lateinisch urina „Harn“), ist ein historisches Harnprobengefäß aus Glas für die Harnschau und gehörte jahrhundertelang zu den Wiedererkennungszeichen des ärztlichen Berufs.
Das Uringlas ist ein rundkolben- bis birnenförmiges Glasgefäß mit trichterförmiger Öffnung – ein
Behältnis ähnlich einem bauchigen Kutscherglas mit weiterem Hals. Manche Exemplare hatten einen flachen Boden zum Hinstellen, die meisten einen gewölbten Boden und bedurften eines Stützbehälters (meist ein Korb oder Holzgestell) zur Vermeidung des Umkippens. Der in diesem Gefäß gesammelte Morgenurin wurde zum Harn(be)schauer gebracht – einem Arzt oder Medizinkundigen und Vorläufer des Urologen, der die Probe entsprechend der Humoralpathologie auf Dichte, Farbe, Geruch, Geschmack und Sediment (lateinisch contenta „Inhaltsstoffe“) überprüfte und den unter anderem auf das Mischungsverhältnis der Körpersäfte Rückschlüsse erlaubenden Befund, der mit anderen medizinischen Daten des Patienten im Zusammenhang gewertet wurde, in die Urinkarte eintrug. Für manche Untersuchungen wurde ein Schneckentropfaufsatz aufgesteckt, der es erlaubte, nur tropfenweise Mengen zu entnehmen.
Die Matula als Statussymbol des (gelehrten) Arztes und Symbol für eine seinerzeit als universell (für fast alle Krankheiten) und unfehlbar betrachtete Diagnosemethode findet sich auch heute noch in den Zeichen verschiedener urologischer Gesellschaften, z. B. der Deutschen Gesellschaft für Urologie, des Berufsverbandes der deutschen Urologen und der Amerikanischen Gesellschaft für Urologie.
In gedruckten medizinischen Lehrbüchern finden sich handgemalte Illustrationen, welche den Arzt mit dem Harnglas in der Hand darstellen mit einem 1472 in Mantua herausgegebenen Werk des Pietro d’Abano.
Bei einigen Autoren des Mittelalters (Johannes Actuarius) und der Frühen Neuzeit findet sich das Uringlas als Analogon zum menschlichen Körper. Beruhend auf einer „uroskopischen Repräsentationstheorie“ (Entsprechungslehre) entsprechen die sichtbaren Harnteilchen (Contenta) dann je nach ihrer Position der erkrankten Körperregion.